# Eleccions a l'Assemblea Nacional de Gal·les de 2007
Les Eleccions a l'Assemblea Nacional de Gal·les de 2007 se celebraren el 3 de maig de 2007, i foren les terceres des que es va aprovar la Devolution el 1997. S'hi van imposar novament els laboristes gal·lesos de Rhodri Morgan. Els nacionalistes gal·lesos del Plaid Cymru es mantenen com a segona força política, 

## Resultats
| ← Eleccions a l'Assemblea Nacional de Gal·les, 2007 → |         |      |        |                  |      |        |               |
| Partit                                                | Vots    | %    | Escons | Vots addicionals | %    | Escons | Escons totals |
| Partit Laborista Gal·lès                              | 314.925 | 32,2 | 24     | 288.954          | 29,6 | 2      | 26            |
| Plaid Cymru                                           | 219.121 | 22,4 | 7      | 204.757          | 21   | 8      | 15            |
| Partit Conservador Gal·lès                            | 218.730 | 22,4 | 5      | 209.153          | 21,4 | 7      | 12            |
| Liberal Demòcrates Gal·lesos                          | 144.450 | 14,8 | 3      | 114.500          | 11,7 | 3      | 6             |
| Independent                                           | 29.699  |      | 1      | 9,350            | 1,0  | -      | 1             |
| Partit Nacional Britànic                              | -       | -    | -      | 42.197           | 4,3  | -      | -             |
| Independent UK                                        | 18.047  | 1,8  | -      | 38.490           | 4,0  | -      | -             |
| Partit Verd                                           | -       | -    | -      | 33.803           | 3,5  | -      |               |